# Ministerstwo Handlu Zagranicznego (1981–1987)
Ministerstwo Handlu Zagranicznego – polski urząd administracji rządowej funkcjonujący w latach 1981–1987.
Na mocy ustaw z 3 lipca 1981 r. w miejsce Ministerstwa Handlu Zagranicznego i Gospodarki Morskiej utworzono Ministerstwo Handlu Zagranicznego oraz Urząd Gospodarki Morskiej.
Na mocy ustawy z dnia 23 października 1987 r. o utworzeniu urzędu Ministra Współpracy Gospodarczej z Zagranicą utworzone zostało Ministerstwo Współpracy Gospodarczej z Zagranicą. Sprawy należące do Ministra Handlu Zagranicznego przeszły do Ministra Współpracy Gospodarczej z Zagranicą.